# Ла Курте (Бистрица-Насауд)
Ла Курте (рум. La Curte) насеље је у Румунији у округу Бистрица-Насауд у општини Санмихају де Кампије. Oпштина се налази на надморској висини од 362 m.

## Становништво
Према подацима из 2002. године у насељу је живело 130 становника, од којих су сви румунске националности.